# Бялы-Косчул (Малопольское воеводство)
Бя́лы-Ко́счул (пол. Biały Kościół) — село в Польше в сельской гмине Велька-Весь Краковского повета Малопольского воеводства.

## География
Село располагается в 15 км от административного центра воеводства города Краков. Село подразделяется на несколько частей под собственными неформальными названиями: Ивины, Кобылка, Кресы, Муровня, Нова-Весь, Скотница, Смардзувка и Студзенки. Около села проходит краевая дорога № 94.
Около села находится ландшафтный парк «Долинки-Краковске».

## История
Впервые село упоминается в сочинении Яна Длугоша «Liber beneficiorum dioecesis cracoviensis» под латинским наименованием «Alba ecclesia». Согласно Яну Длугошу в селе находилась церковь святой Марии Магдалины. Владельцем села был Станислав Кожеквицкий герба Сырокомля. В 1827 году в селе насчитывалось 22 крестьянских хозяйств с 181 жителями. В 1877 году на месте деревянной церкви святой Марии Магдалины была построена современная каменная церковь святого Николая.
В 1975—1998 годах село входило в состав Краковского воеводства.

## Население
По состоянию на 2013 год в селе проживало 984 человека.
| 1827 | 2000 | 2001 | 2002 | 2003 | 2004 | 2005 | 2006 | 2007 | 2008 | 2009 | 2010 | 2011 | 2012 | 2013 |
| ---- | ---- | ---- | ---- | ---- | ---- | ---- | ---- | ---- | ---- | ---- | ---- | ---- | ---- | ---- |
| 181  | 928  | 932  | 939  | 934  | 946  | 944  | 940  | 950  | 950  | 959  | 949  | 962  | 980  | 984  |

Данные переписи 2013 года:
| Перепись  | Всего   | Всего | Женщины | Женщины | Мужчины | Мужчины |
| --------- | ------- | ----- | ------- | ------- | ------- | ------- |
| Единицы   | человек | %     | человек | %       | человек | %       |
| Население | 984     | 100   | 514     | 52,2    | 470     | 47,8    |

## Достопримечательности
- Остатки замка, построенного в XIV веке. Находятся на Замковой-Скале на территории ландшафтного парка «Долинки-Краковске». Замок принадлежал рыцарскому роду Сырокомля. В XV веке замок был оставлен владельцами в связи с тем, что был построен новый замок в селе Кожкев.
- Церковь святого Николая. Построена в 1887 году. Памятник культуры Малопольского воеводства[8].